# 東京都美術館
東京都美術館（とうきょうとびじゅつかん）は、東京都台東区上野公園8番36号（上野恩賜公園内）にある都立美術館である。略称都美。旧称東京府美術館。
「都民のための美術の振興を図る」ことを目的とし、東京都美術館条例に基づき都が設置する公立美術館である。設計は前川國男。指定管理者制度により東京都歴史文化財団が管理を受託している。
上野・浅草副都心に隣接し、美術館や動物園などの文化施設が集積する通称「上野の山」の一角に位置し、東京を代表する文化施設群の一翼をなす。

## 歴史

### 設立までの沿革

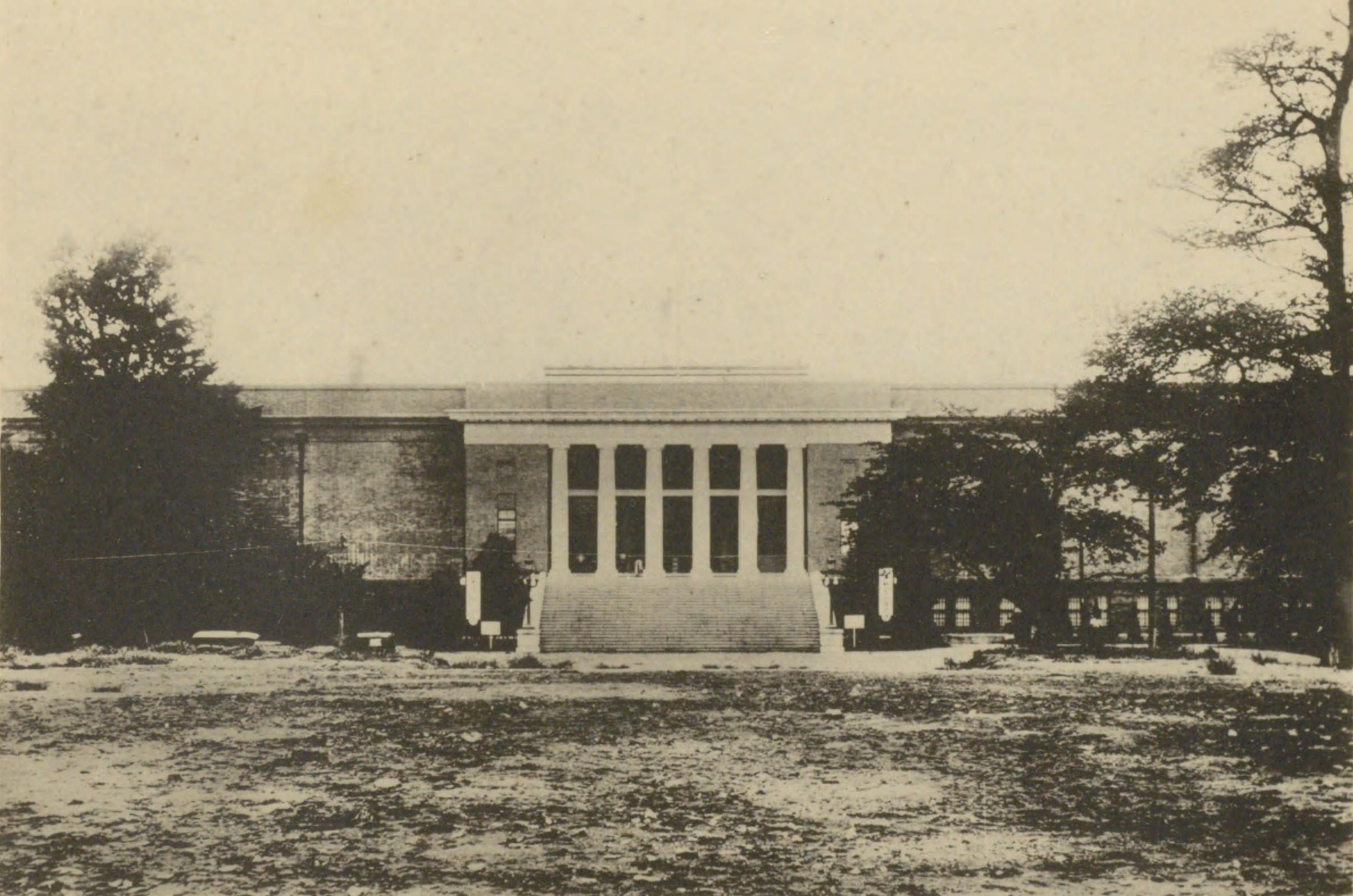
東京府美術館として竣工した旧館（新館竣工後に解体）

明治後期から大正にかけて日本の美術界では、美術館、特に明治以降の日本画や洋画など同時代の美術を展示する近代美術館の必要性が議論されていた。文部省美術展覧会をはじめ各種美術団体の展覧会場としては、もとは東京勧業博覧会の施設だった竹の台陳列館などが使用されていたが、設備は不十分だった。文部省による美術館建設の構想はあったが、予算不足のため頓挫していた。
そうした折、若松市（現在の北九州市）の石炭商・佐藤慶太郎から東京府に美術館の設立資金として100万円（現在の800億円相当）を寄付する申し出があり、東京府が美術館を建設することになった。岡田信一郎が設計し、1926年、日本で最初の公立美術館「東京府美術館」として開館した。1943年の東京都制施行により現行の「東京都美術館」に改称した。

### 設立当初の美術館の性格
府美術館の構想について、画家・石井柏亭は、そのモデルとしてパリのグラン・パレのような巨大なギャラリー（展示場）を想定した。また、建設資金を寄付した佐藤慶太郎は、古美術品の保護と作品の体系的な収集、それらを常設展示できる欧米型のミュージアムを希望していたという。
一方で府の方針は、展示を本位とするギャラリーだった。そして政府による官展から在野の美術団体を問わず、芸術家の発表の場となっていき、当時はここに作品が飾られることが、芸術家として認められたこととなるような場となった。

### 新館の建設とコレクション形成

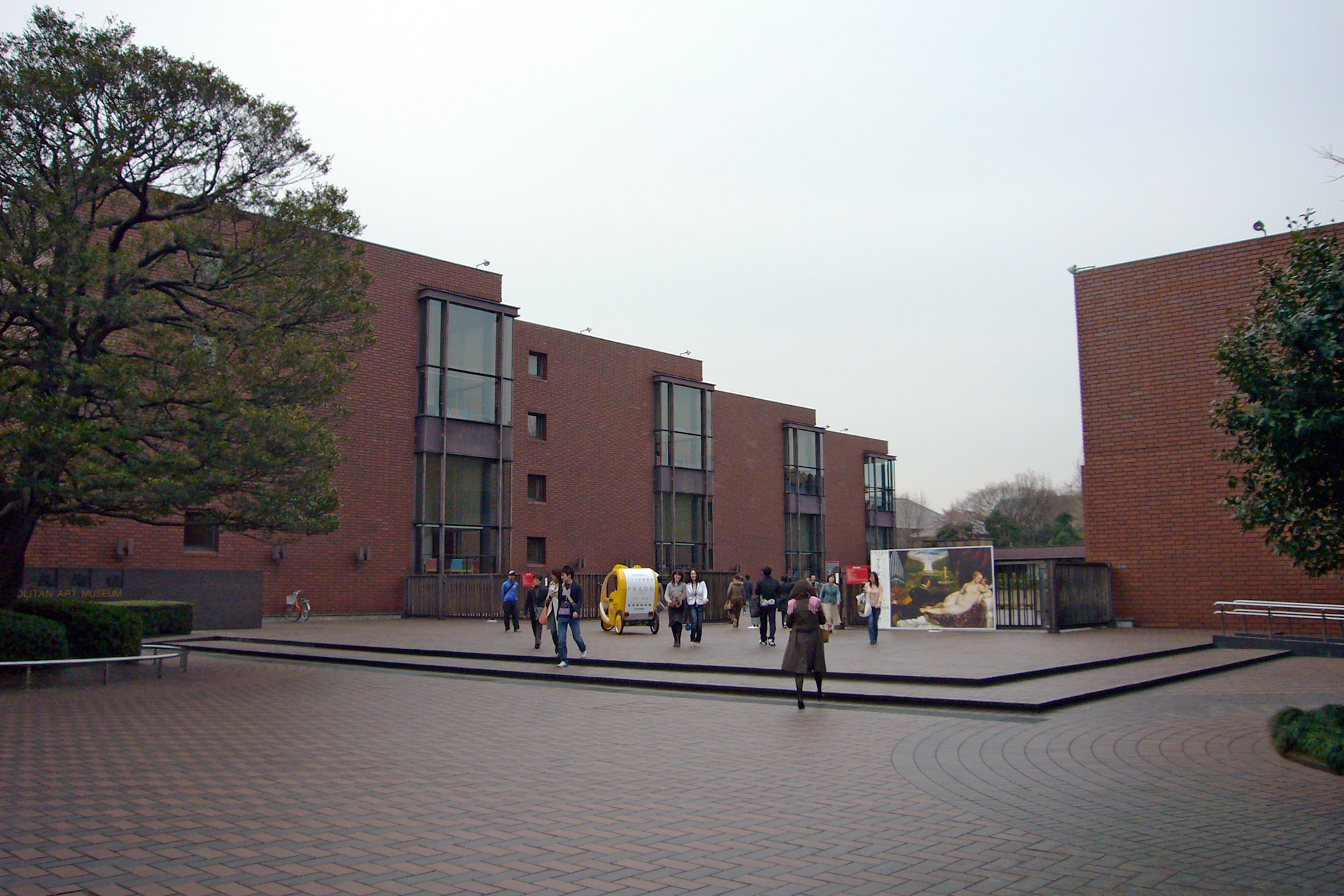
入場ゲート

開設当時の建物が老朽化した上、来館者や使用団体の増加に対応できなくなったので、1968年（昭和43年）に今後のあり方を検討すべく、東京都は1968年（昭和43年）に新館建設の準備委員会を設け、次の3つの機能を掲げた。
1. 美術館が主体性をもって企画展を進め、現代美術の秀作を収集し、常設展示を充実させる「常設・企画機能」
2. 公募団体の要請に応えられる規模と設備を整え、作家の技量を発揮できる場とする「新作発表機能」
3. 都民の文化活動を促進するために、美術研究、創作活動、美術普及の場を提供する「文化活動機能」

これ以降、独自の現代美術コレクションを構築・展示し、都民への教育活動もあわせて行う機能をもつ美術館をめざすことになり、専門職として学芸員が配置されることとなった。
1971年（昭和46年）、美術館に隣接する野球場に新館を建設することが決定した。そして1975年（昭和50年）に前川國男設計・大林組建設により総工費50億円の新館が完成した。これ以降、新聞社等とともに行う特別展とともに、学芸員が立案する自主企画展として国内外の近現代美術を紹介する企画展を開催。作品収集にもより力を注ぎ、収蔵作品展を精力的に開催した。また、美術文化事業として造形講座や公開制作を行い、展示・収集事業と有機的に関連をもたせた。この取組は現在の美術館ワークショップの源流とされる。1976年（昭和51年）には日本初の公開制の美術図書室が館内にオープンし、専門の司書も配された。そして日本で初めての美術図書室の運営などを行うようになった。なお、開設当時からあった旧館の建物は取り壊しとなり、1977年（昭和52年）に解体が完了、上野恩賜公園の敷地となった。
1995年（平成7年）に東京都現代美術館 (江東区三好)が開館すると、現代美術コレクションの収蔵品や常設展示や関連図書はそちらに移管され、再び公募展への貸し館とマスコミとの共催による企画展を中心に行うようになった。1996年（平成8年）から東京都教育文化財団が運営を行い、1999年（平成11年）からは同財団が組織変更した東京都生涯学習文化財団が運営を行った。
2002年（平成14年）以降は東京都歴史文化財団が運営を行っている。なお、東京都美術館はまたもや公募展数の増加や作品数の増加などで、展覧会を十分に捌く物理的能力に限界をきたしたことから、公募展側の要望もあって、国が巨費を投じて六本木に新しい貸し会場となる国立新美術館を設置・運営することが決まり（ナショナル・ギャラリー構想）、国立新美術館は2007年に開館した。

### 新館の大規模改修工事と再開業
1975年（昭和50年）に竣工した前川國男設計の新館が築30年を超えたことから大規模改修工事が行われることになり、2010年（平成22年）4月5日より休館し、2年間の工期を経て、2012年（平成24年）4月1日に公募展示室、レストラン、ミュージアムショップ、美術情報室、アートラウンジなどがリニューアルオープンした。同年6月30日には企画展示室もリニューアルオープンし、これをもって全館リニューアルオープンとなった。リニューアルオープン記念として6月30日から開催された展覧会「マウリッツハイス美術館展　オランダ・フランドル絵画の至宝」 は一日平均10,573人を動員し、2012年度に開かれた世界の美術館展覧会の最多を記録した。